# 野間左衛
野間 左衛（のま さえ、1883年（明治16年）9月16日 - 1955年（昭和30年）8月1日）は、講談社第3代社長。旧姓：服部。

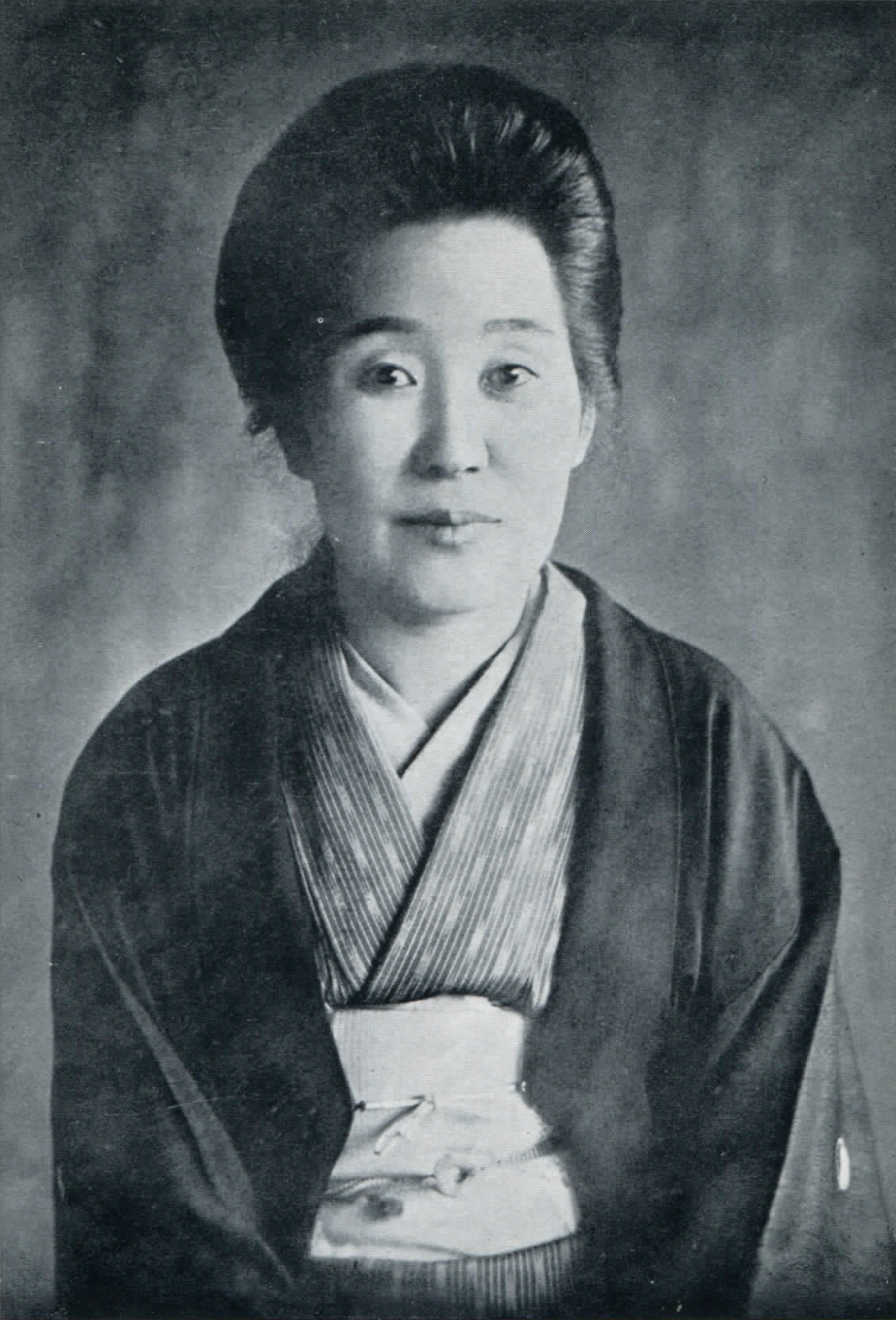
野間左衛 (年月不明)。

## 来歴
1883年（明治16年）9月16日、徳島県に生まれる。徳島師範学校（後の徳島大学）卒業後、地元の徳島県で小学校教員（訓導）となる。1907年（明治40年）、野間清治と結婚して上京。
1909年（明治42年）4月に長男・恒を出産する。同年11月、大日本雄弁会（現・講談社）の創立にあたり、夫の清治を助け「創業の母」と呼ばれた。
1910年（明治43年）11月に次男・康清を出産するが、翌1911年（明治44年）に亡くしている。
1938年（昭和13年）2月、恒は町尻量基の長女・登喜子と結婚するが、同年10月16日に清治が、11月7日に恒が急逝したため、講談社第3代社長に就任する。
1939年（昭和14年）10月13日、 清治の遺志により財団法人野間奉公会（現・野間文化財団）を設立。1941年（昭和16年）に野間文芸賞及び野間文芸奨励賞の野間賞を創設。
1945年（昭和20年）11月、登喜子と結婚して野間家の養子となった省一に社長職を譲る。1955年（昭和30年）8月1日死去。71歳。墓所は護国寺の野間家墓地。

## 関連文献
- 『しのぶ草―野間左衛追悼録』 野間左衛追悼録編纂会、1957年
- 魚住昭 『出版と権力　講談社と野間家の一一〇年』 講談社、2021年